# Gle Meulingkang
Gle Meulingkang är ett berg i Indonesien.   Det ligger i provinsen Aceh, i den västra delen av landet, 1 800 km nordväst om huvudstaden Jakarta. Toppen på Gle Meulingkang är 341 meter över havet.
Terrängen runt Gle Meulingkang är kuperad åt nordost, men åt sydväst är den platt. Runt Gle Meulingkang är det ganska glesbefolkat, med 22 invånare per kvadratkilometer. Närmaste större samhälle är Banda Aceh, 16,1 km väster om Gle Meulingkang. Omgivningarna runt Gle Meulingkang är en mosaik av jordbruksmark och naturlig växtlighet.